# Чегел
Чегел (на македонска литературна норма: Чегел) е историческо село в Северна Македония, на територията на община Демир Хисар.

## География
Чегел вероятно е било разположено покрай Църна река.

## История
В османски документи селото е засвидетелствано като Чънъги или Чъгъа. В преброяването от 1468 година се споменават следните жители: Владислав; вдовица, жена на Пройко; Стайо, брат на Владислав; Тода, вдовица, жена на Никола Хреляник; Бело Стале. Общо има 5 семейства, 2 вдовици и 33 жители. В преброяването от 1568 гододина има 38 жители. След това няма споменавания на селото.